# Marçal Aquino
Marçal Aquino (Amparo, Estado de São Paulo, 1958) es un novelista, cuentista, guionista y periodista brasileño.

## Biografía
Pasó su infancia y adolescencia en el interior de São Paulo, licenciándose en periodismo por la Pontificia Universidad Católica de Campinas (PUC/Campinas) en 1983. En 1984 publicó su primer libro de poemas, A depilação da noiva no dia do casamento. Tras mudarse a la ciudad de São Paulo, empieza a trabajar como periodista para medios como la Gazeta Esportiva y O Estado de São Paulo. A partir de 1988, trabaja como periodista policial en el Jornal da Tarde, hecho que influirá en su obra posterior.
Lanza su primer libro de cuentos, As fomes de setembro, en 1991, por el que obtiene el 5º Premio Bienal Nestlé de Literatura. En 1994, Aquino escribe el guion de Os Matadores, largometraje dirigido por Beto Brant (1965). En 2001, es galardonado con el premio Jabuti por la obra O amor e outros objetos pontiagudos (2001). En 2002 publica la novela O invasor, así como el guion para la película homónima, también dirigida por Brant. En 2005 publica la novela Eu receberia as piores notícias dos seus lindos lábios, nuevamente convertida en película por el mismo director, en 2012.

## Obra
Prosa
- O Invasor
- Faroestes
- O Amor e Outros Objetos Pontiagudos
- As Fomes de Setembro
- Miss Danúbio
- Cabeça a Prêmio
- Famílias Terrivelmente Felizes
- Eu Receberia as Piores Notícias dos seus Lindos Lábios[5]

Poesía
- Abismos – Modo de Usar
- Por Bares Nunca Antes Naufragados

Literatura juvenil
- O Mistério da Cidade-Fantasma
- O Jogo do Camaleão
- O Primeiro Amor e Outros Perigos
- A Turma da Rua Quinze
- Coleção Sete Faces
- " La fila india
- El sotono del Angel'

Guiones cinematográficos
- Os Matadores[6]
- Ação entre Amigos[7]
- O Invasor[8]
- Nina[9]
- O Cheiro do Ralo[10]
- Eu Receberia as Piores Notícias dos Seus Lindos Lábios[11]